# دير السيدة (القدس)
دير السيدة هو دير كاثوليكي صغير يقع داخل أسوار البلدة القديمة لمدينة القدس، في حارة النصارى، بالقرب من مسجد الخانقاة (الصلاحية).